# António Jourdan
António Jourdan (1 de Abril de 1971 - 2012) foi um desportista e treinador de triatlo português.
Foi seleccionador da Federação de Triatlo de Portugal entre 2001 e 2010 e um dos treinadores da atleta de Vanessa Fernandes e dos atletas João Pedro Silva, Bruno Pais e Miguel Arraiolos a par de Sérgio Santos e que acompanhava mais especificamente a vertente de natação. Também fez algumas provas de triatlo.
Morreu no dia 1 de Abril de 2012, enquanto estava em Quarteira a acompanhar as provas e enquadrar os atletas dos Águias de Alpiarça.